# Saison 2024 de l'équipe cycliste UAE Team ADQ
La saison 2024 de l'équipe cycliste UAE Team ADQ est la quatorzième de la formation. Elle enregistre l'arrivée de la sprinteuse Karlijn Swinkels. Anastasia Carbonari, Tereza Neumanova et Dominika Włodarczyk sont les autres additions à l'effectif. La sprinteuse Marta Bastianelli prend sa retraite, tandis que la puncheuse Olivia Baril quitte l'équipe, tout comme Laura Tomasi et Anna Trevisi.
Karlijn Swinkels est sixième du Trofeo Alfredo Binda-Comune di Cittiglio, troisième du Tour de Burgos, cinquième du Grand Prix de Plouay et sixième du Simac Ladies Tour. Chiara Consonni est quatrième de la Classic Bruges-La Panne et troisième de Gand-Wevelgem. Elle gagne une étape du Tour d'Italie. Dominika Włodarczyk, en début de saison, est deuxième de la Deakin University Elite Women's Road Race, puis cinquième  du Women's Tour Down Under. Elle devient championne de Pologne sur route. Eleonora Gasparrini est sixième de l'Amstel Gold Race et remporte Grand Prix Stuttgart & Region.  Silvia Persico connait une saison difficile avec la septième place au Tour des Flandres comme seul résultat notable. Karlijn Swinkels est treizième du classement UCI et quatorzième du classement World Tour. La formation est respectivement cinquième et septième des deux classements par équipes.

## Préparation de la saison

### Arrivées et départs
L'équipe enregistre l'arrivée de la sprinteuse Karlijn Swinkels. Anastasia Carbonari, Tereza Neumanova et Dominika Włodarczyk sont les autres additions à l'effectif. La sprinteuse Marta Bastianelli prend sa retraite, tandis que la puncheuse Olivia Baril quitte l'équipe, tout comme Laura Tomasi et Anna Trevisi.
| Arrivées            | Équipe 2023                |
| ------------------- | -------------------------- |
| Anastasia Carbonari | Néo-professionnelle        |
| Tereza Neumanova    | Liv Racing-Teqfind         |
| Karlijn Swinkels    | Jumbo-Visma                |
| Dominika Włodarczyk | MAT Atom Deweloper Wrocław |

| Départs           | Équipe 2024                     |
| ----------------- | ------------------------------- |
| Olivia Baril      | Movistar                        |
| Marta Bastianelli | Retraite                        |
| Laura Tomasi      | Laboral Kutxa-Fundacion Euskadi |
| Anna Trevisi      | Liv-AlUla-Jayco                 |

### Effectifs
| Effectif 2024                   | Effectif 2024     | Effectif 2024       | Effectif 2024                     |
| Cycliste                        | Date de naissance | Pays                | Équipe précédente                 |
| ------------------------------- | ----------------- | ------------------- | --------------------------------- |
| Safia Al Sayegh                 | 23 septembre 2001 | Émirats arabes unis |                                   |
| Alena Amialiusik                | 6 février 1989    | Biélorussie         | Canyon-SRAM Racing (2022)         |
| Sofia Bertizzolo                | 21 août 1997      | Italie              | Liv Racing (2021)                 |
| Eugenia Bujak                   | 25 juin 1989      | Slovénie            | BTC City Ljubljana (2019)         |
| Anastasia Carbonari             | 11 septembre 1999 | Lettonie            | UAE Development Team (2023)       |
| Chiara Consonni                 | 24 juin 1999      | Italie              | Valcar-Travel & Service (2022)    |
| Eleonora Gasparrini             | 25 mars 2002      | Italie              | Valcar-Travel & Service (2022)    |
| Mikayla Harvey                  | 7 septembre 1998  | Nouvelle-Zélande    | Canyon-SRAM Racing (2022)         |
| Elizabeth Holden                | 12 septembre 1997 | Royaume-Uni         | Le Col-Wahoo (2022)               |
| Alena Ivanchenko                | 16 novembre 2003  | Russie              |                                   |
| Karolina Kumięga                | 16 avril 1999     | Pologne             | Valcar-Travel & Service (2022)    |
| Erica Magnaldi                  | 24 août 1992      | Italie              | Ceratizit-WNT Pro Cycling (2021)  |
| Tereza Neumanová                | 9 août 1998       | Tchéquie            | Liv Racing TeqFind (2023)         |
| Silvia Persico                  | 25 juillet 1997   | Italie              | Valcar-Travel & Service (2022)    |
| Karlijn Swinkels                | 28 octobre 1998   | Pays-Bas            | Team Jumbo-Visma (2023)           |
| Dominika Włodarczyk             | 27 janvier 2001   | Pologne             | MAT Atom Deweloper Wrocław (2023) |
| Lara Gillespie (9 juin–31 déc.) | 21 avril 2001     | Irlande             | UAE Development Team (2024)       |
|                                 |                   |                     |                                   |
| Source : ProCyclingStats        |                   |                     |                                   |

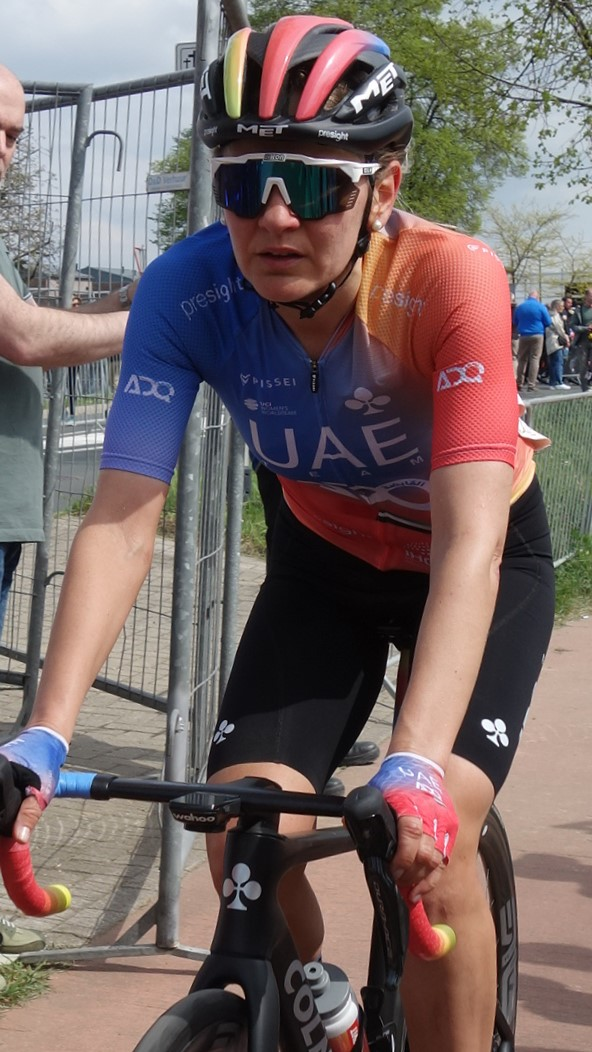
Alena Amialiusik
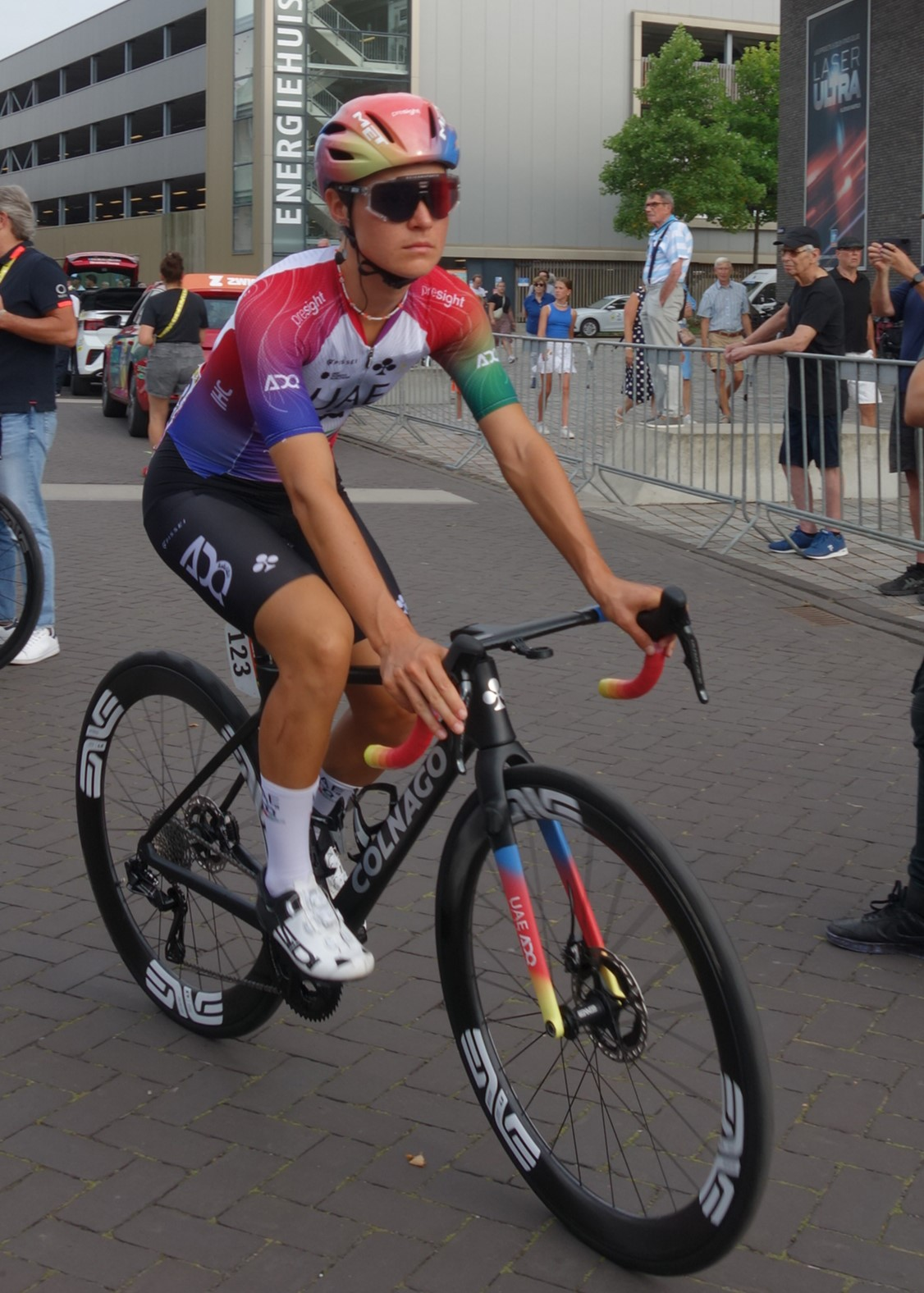
Sofia Bertizzolo
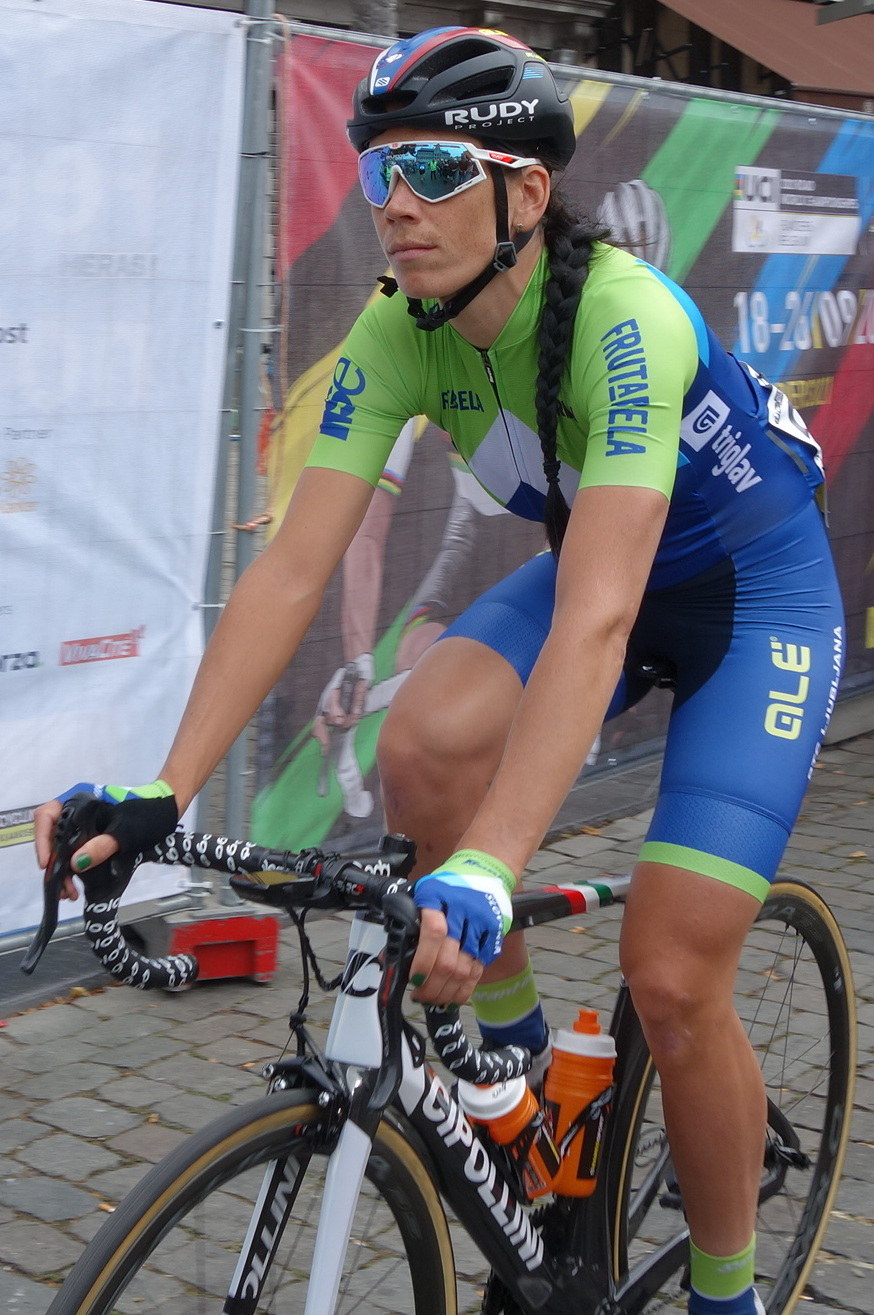
Eugenia Bujak en 2021
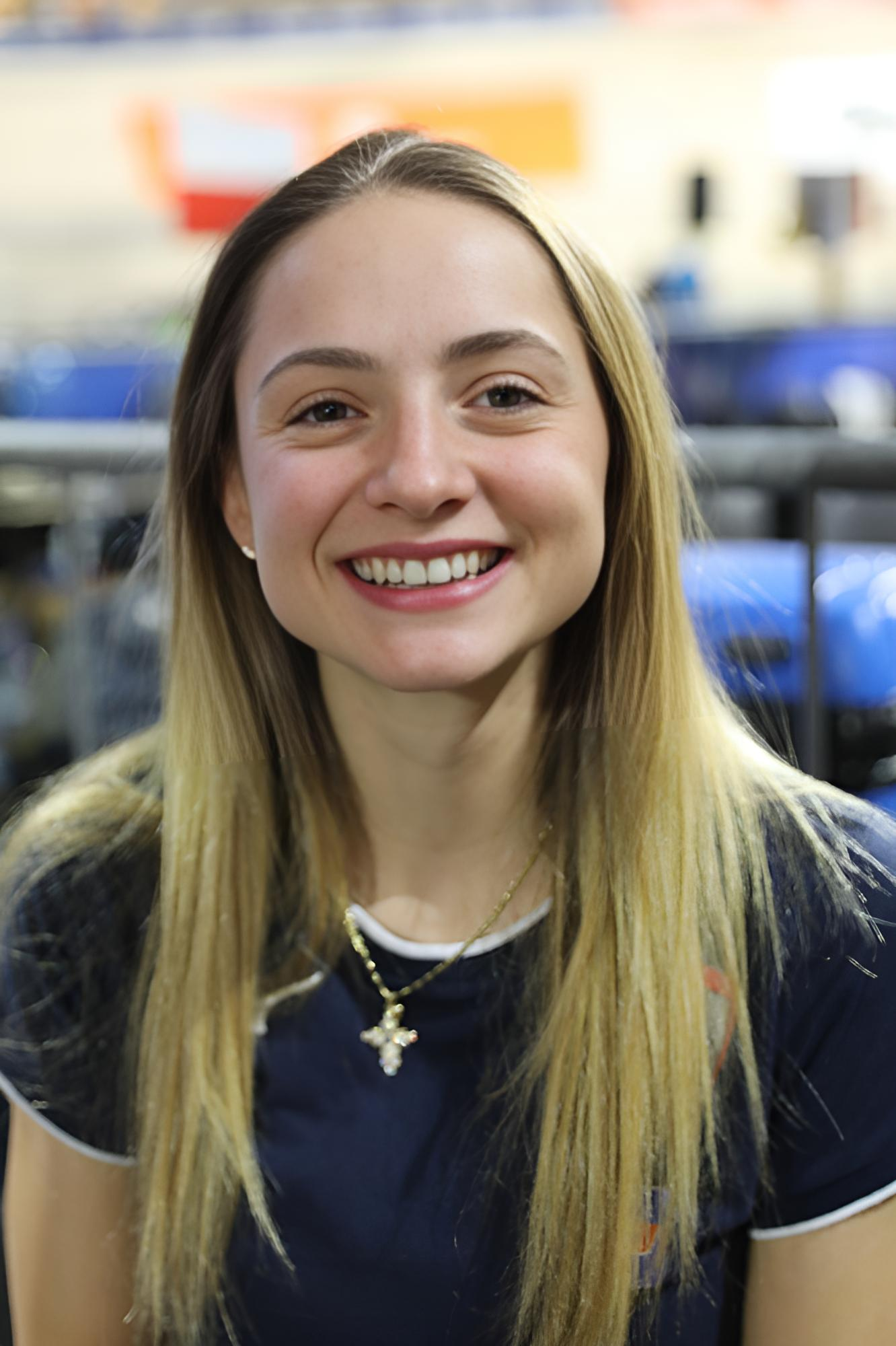
Chiara Consonni
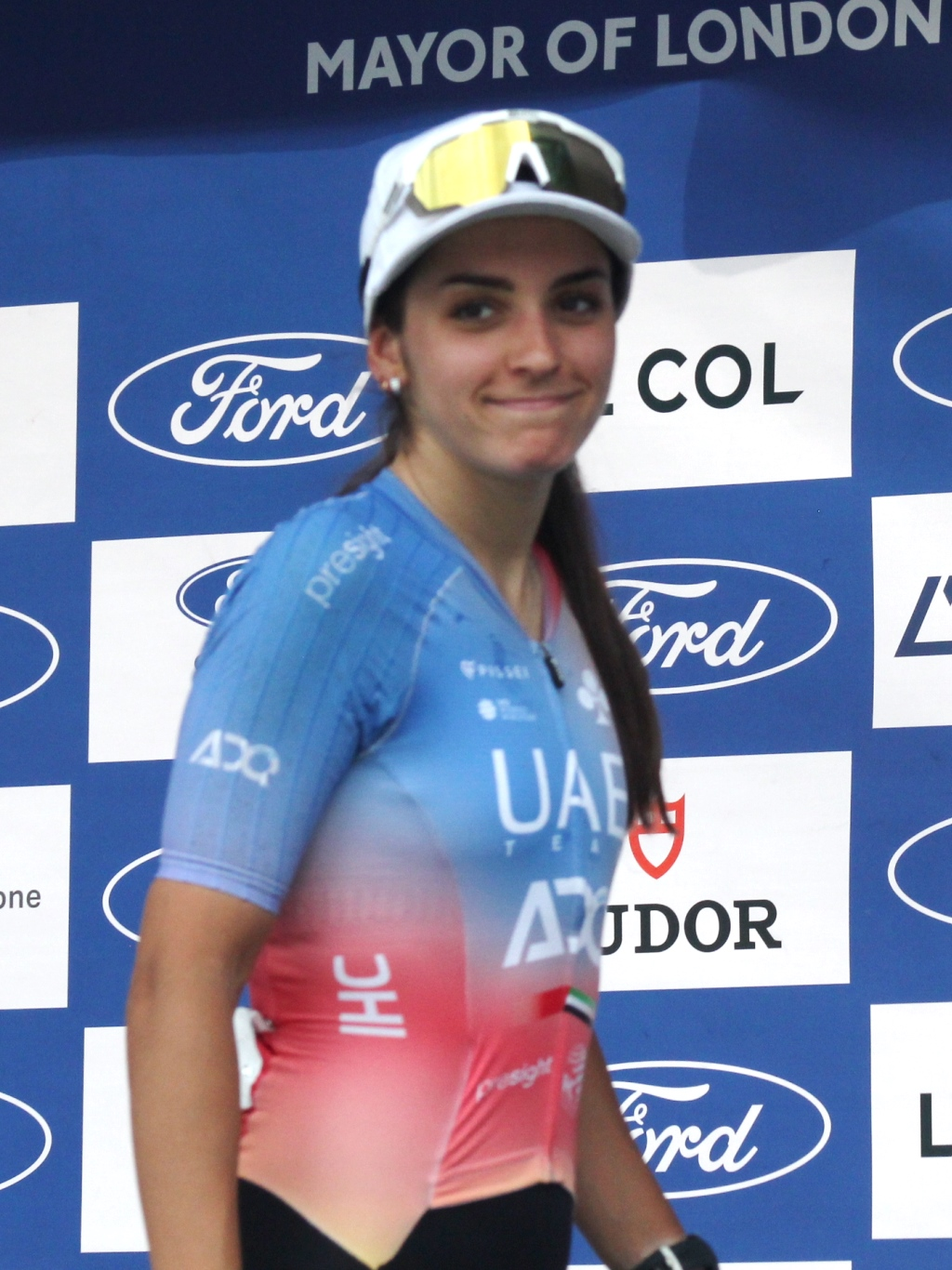
Eleonora Gasparrini
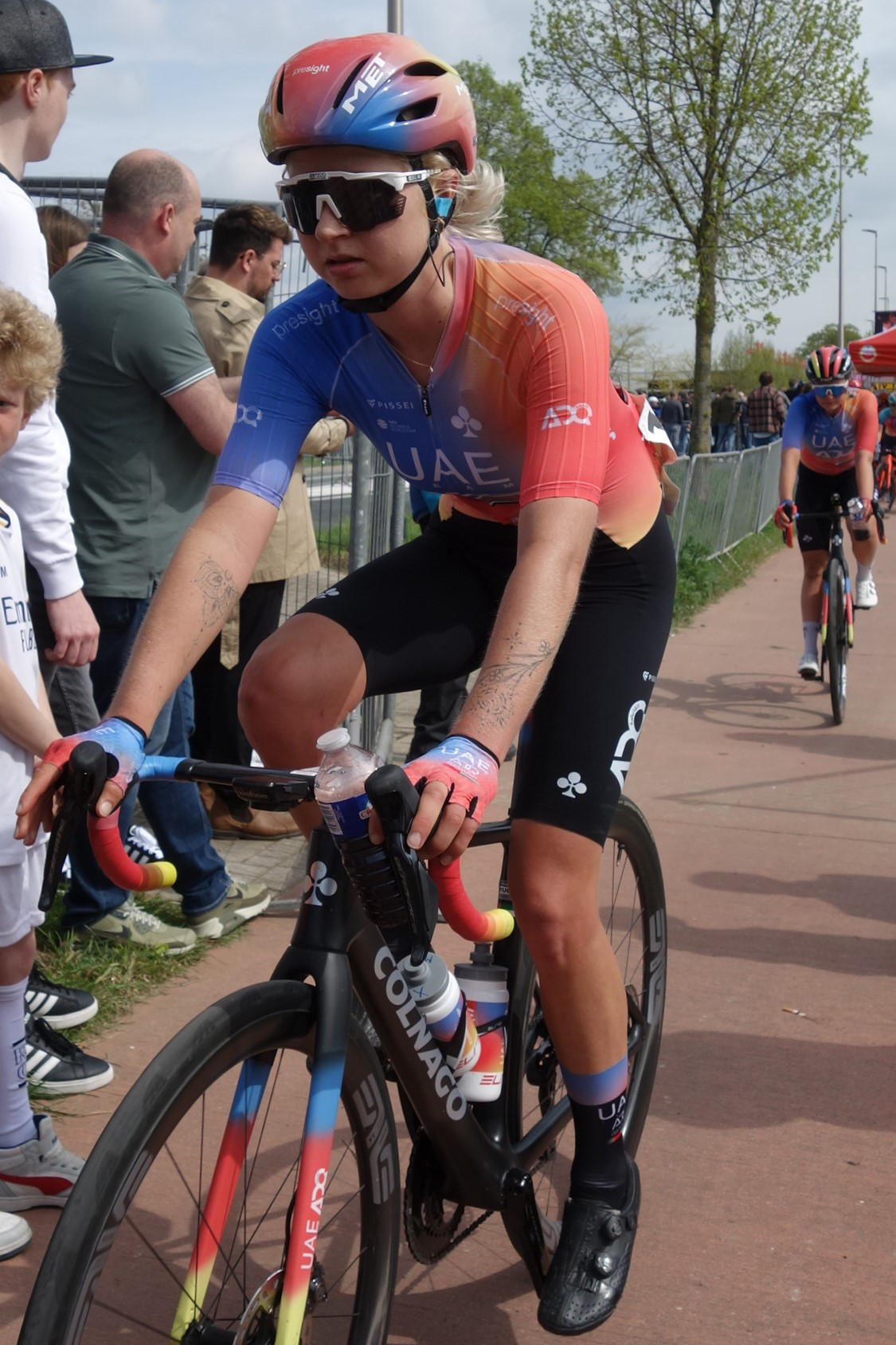
Mikayla Harvey
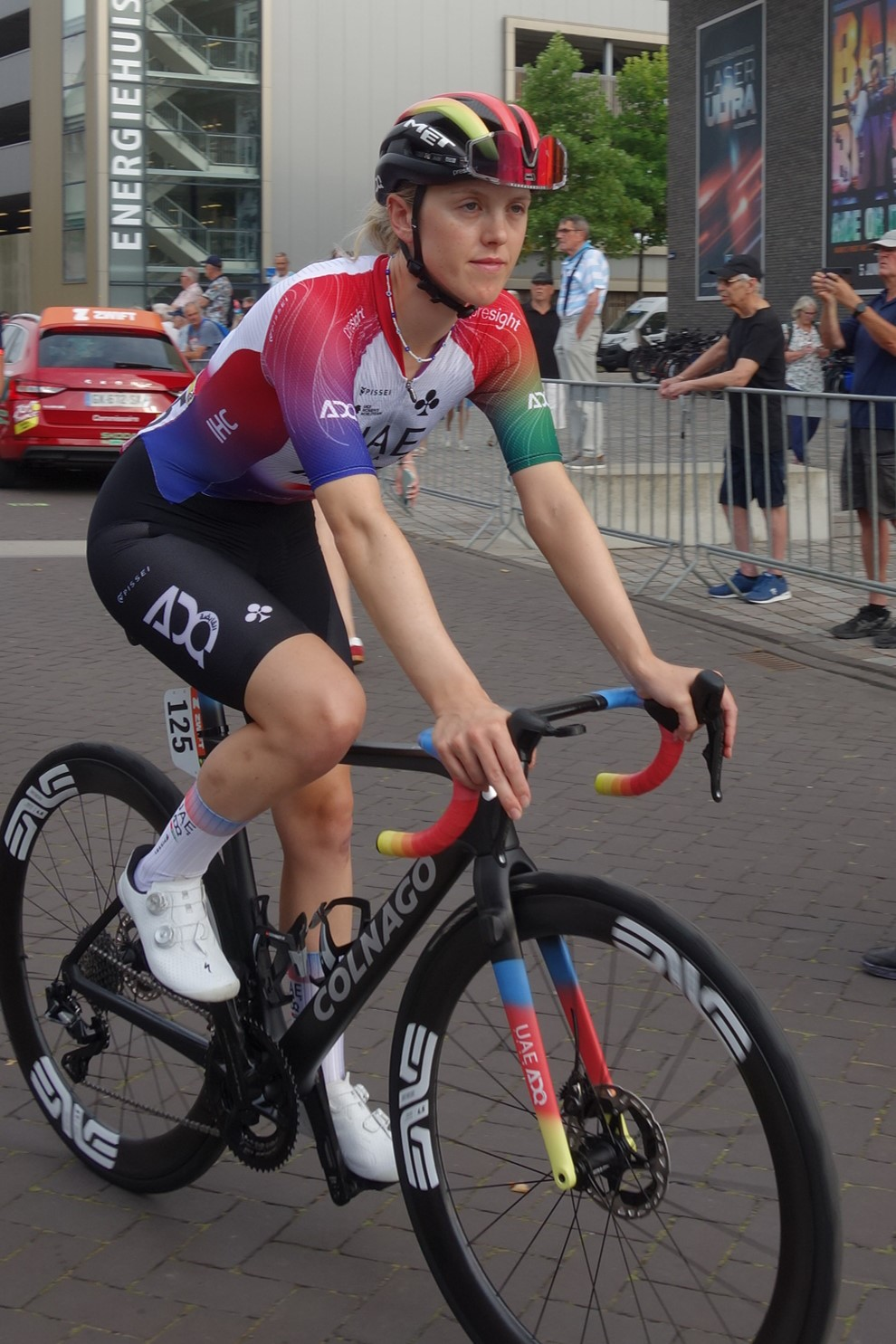
Elizabeth Holden
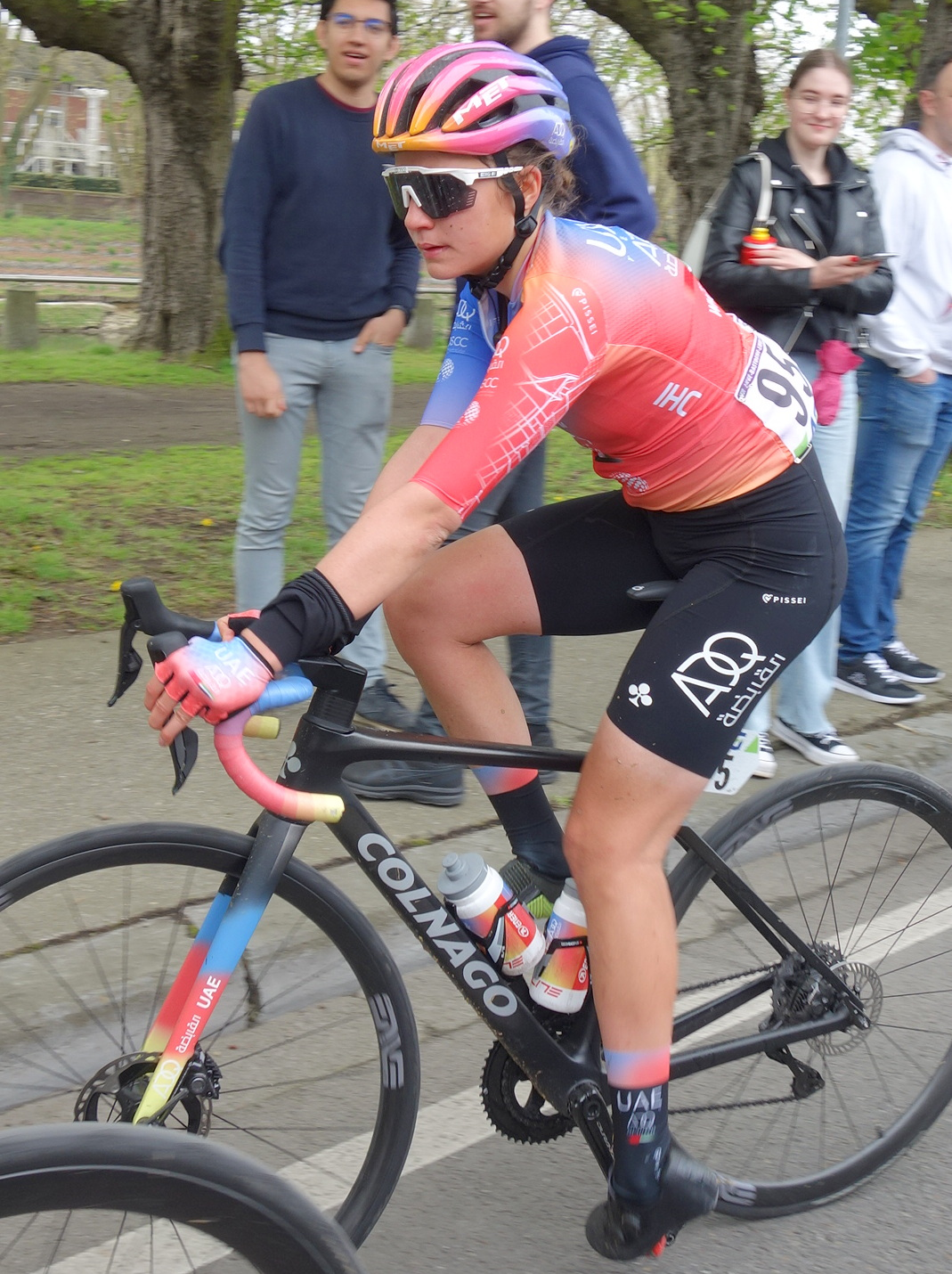
Alena Ivanchenko en 2023
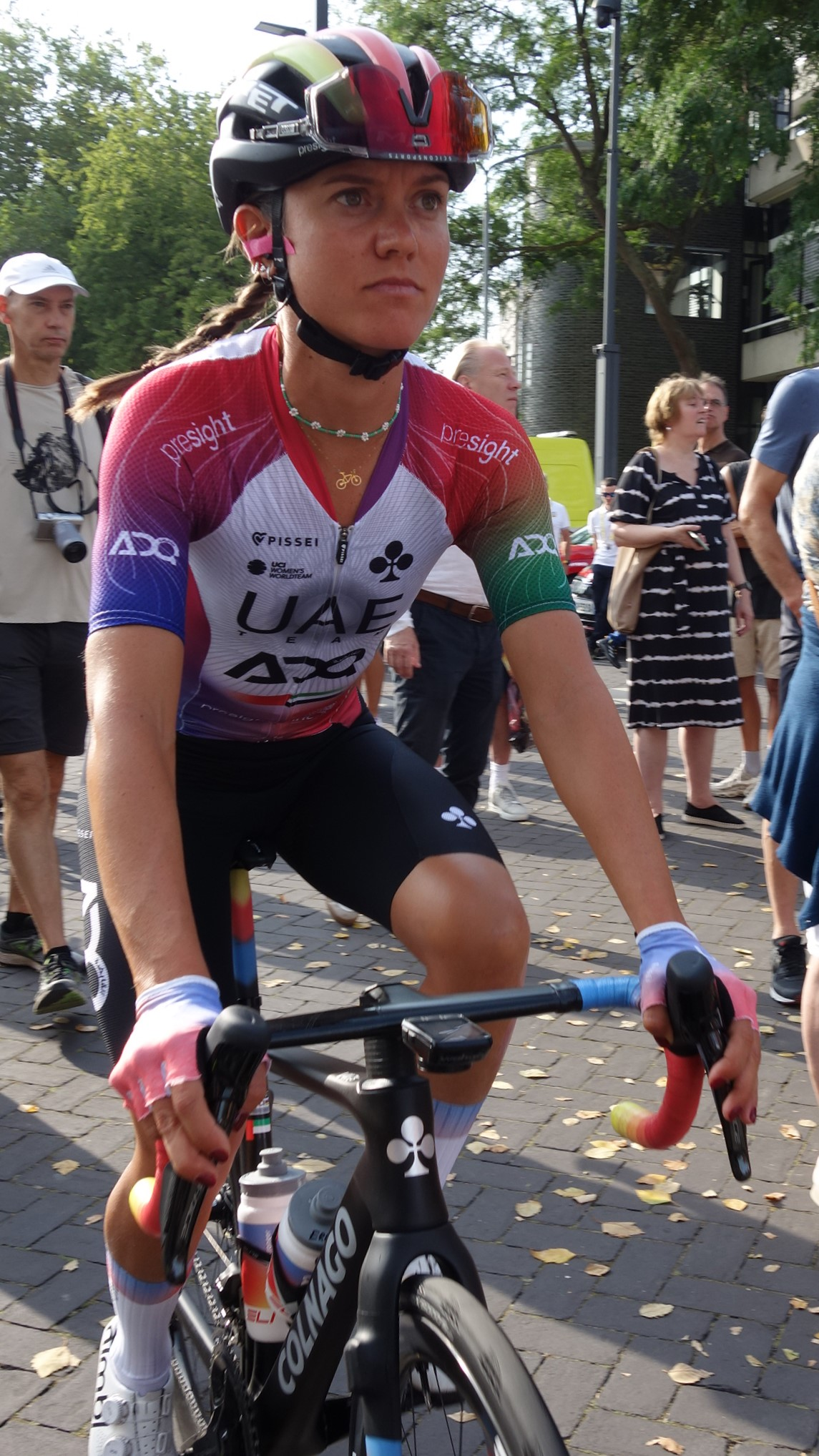
Erica Magnaldi
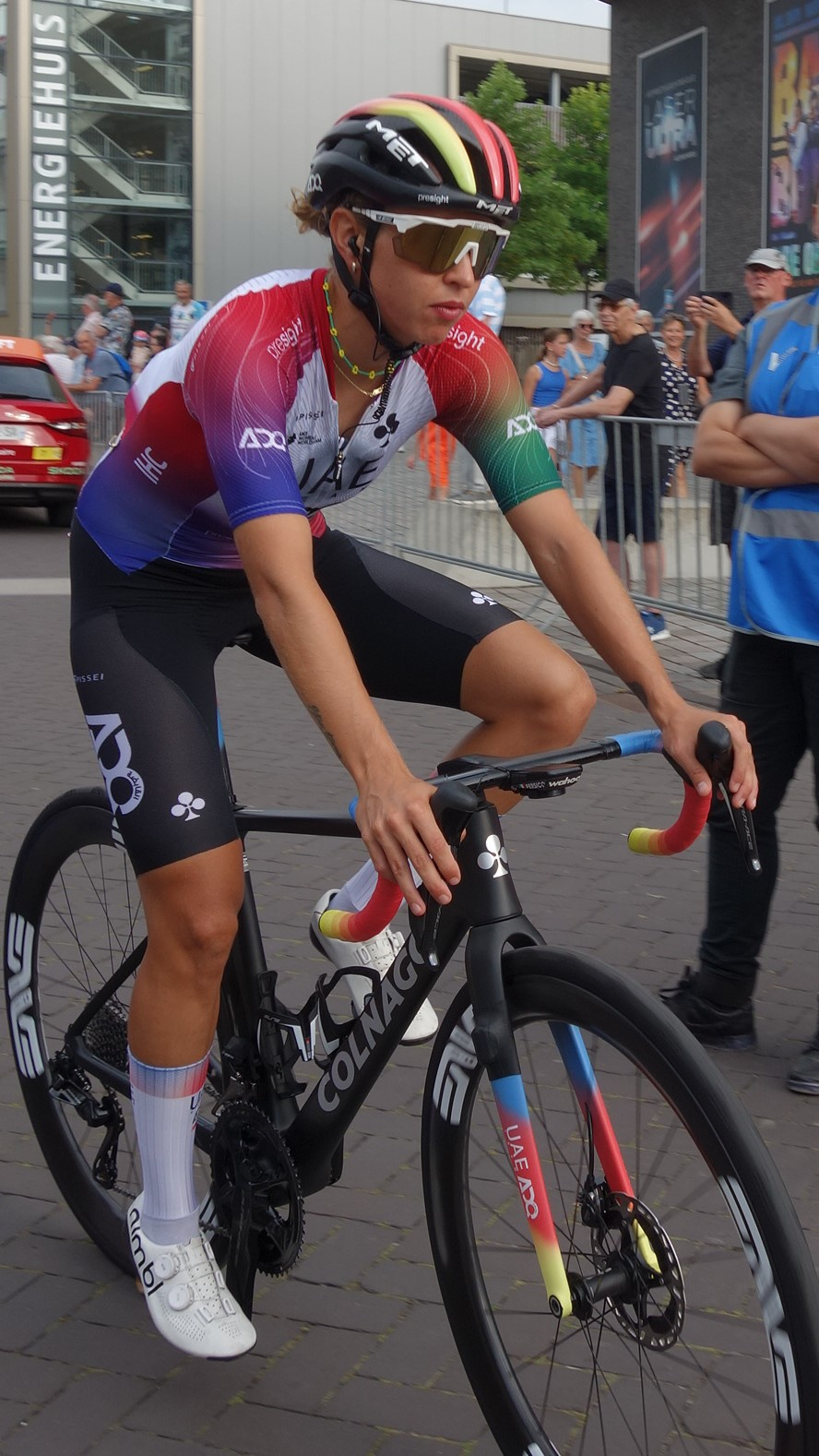
Silvia Persico
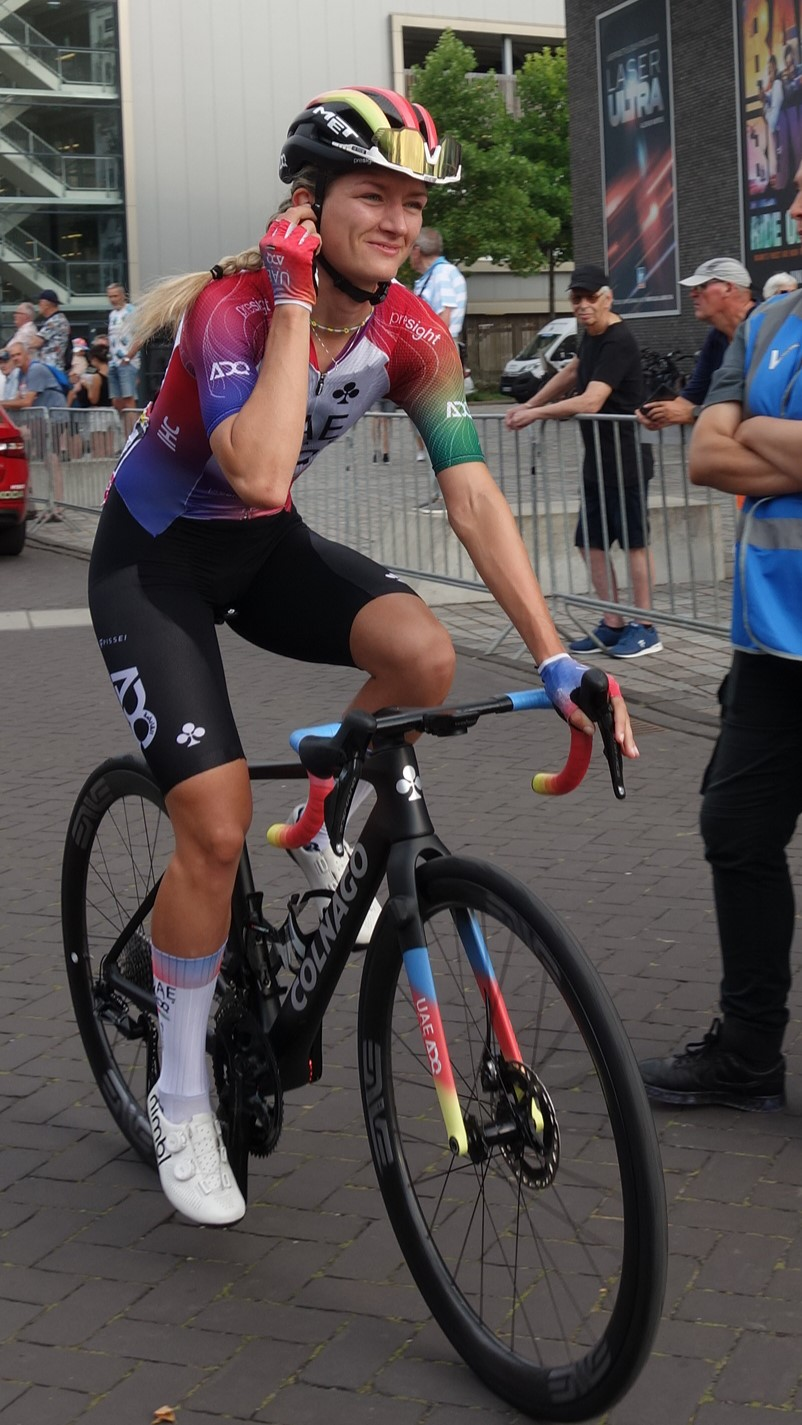
Karlijn Swinkels

### Encadrement
Cherie Pridham est la directrice générale de l'équipe. Le directeur sportif est Alejandro Gonzalez-Tablas, assisté de Marcello Albasini, Davide Arzeni, Michele Devoti, Giuseppe Lanzoni, Nicolas Marche, Cristina San Emeterio Garcia.

## Déroulement de la saison

### Janvier - février
Au Women's Tour Down Under, Dominika Włodarczyk est cinquième de la décisive dernière étape et prend la même place au classement général. À la Deakin University Road Race, la décision se fait dans la montée de Challambra Crescent. Cecilie Uttrup Ludwig y sort seule. Elle est suivie par Ella Wyllie et Marion Bunel mais c'est finalement Dominika Włodarczyk et Rosita Reijnhout qui la rejoignent dans la descente. Cette dernière profite de la mésentente dans le groupe pour partir seule et réussit à conserver quelques mètres d'avance à l'arrivée. Włodarczyk est deuxième, mais prend la tête du classement World Tour.
Au Tour des Émirats arabes unis, Chiara Consonni est troisième du sprint de la première étape, puis deuxième le lendemain. Dans l'étape reine vers Jebel Hafeet, Silvia Persico prend la huitième place. Chiara Consonni est quatrième du sprint de la dernière étape. 
Au Samyn des Dames, Karlijn Swinkels revient avec Vittoria Guazzini sur la tête de course dans le final. Elle prend la quatrième place du sprint.

### Mars
Aux Strade Bianche, une échappée avec Alena Amialiusik sort à une soixantaine de kilomètres de l'arrivée. Un regroupement a lieu à vingt-cinq kilomètres de l'arrivée. Silvia Persico se classe quatorzième de la course,.
Au Trofeo Alfredo Binda-Comune di Cittiglio, Karlijn Swinkels et Silvia Persico se classent respectivement sixième et huitième.
À la Classic Bruges-La Panne, Chiara Consonni est quatrième du sprint. À Gand-Wevelgem, dans le Baneberg, Lotte Kopecky place une première attaque. Un groupe de favorites donc Chiara Consonni revient. Néanmoins cette sortie est de courte durée. Dans la première montée du Kemmel, Kopecky accélère de nouveau avec notamment Silvia Persico. Un regroupement a lieu. Dans la dernière montée du mont Kemmel, Kopecky ouvre la route avec Wiebes dans sa roue. Karlijn Swinkels revient peu après. Le peloton se reforme néanmoins. Chiara Consonni est troisième du sprint.

### Avril
Au Tour des Flandres, un groupe de six favorites dont Silvia Persico se forme dans le Koppenberg. Katarzyna Niewiadoma et Karlijn Swinkels reviennent rapidement. Silvia Persico se maintient dans le groupe de tête et prend la septième place.
À l'Amstel Gold Race, Eleonora Gasparrini se classe sixième du sprint,.

### Mai

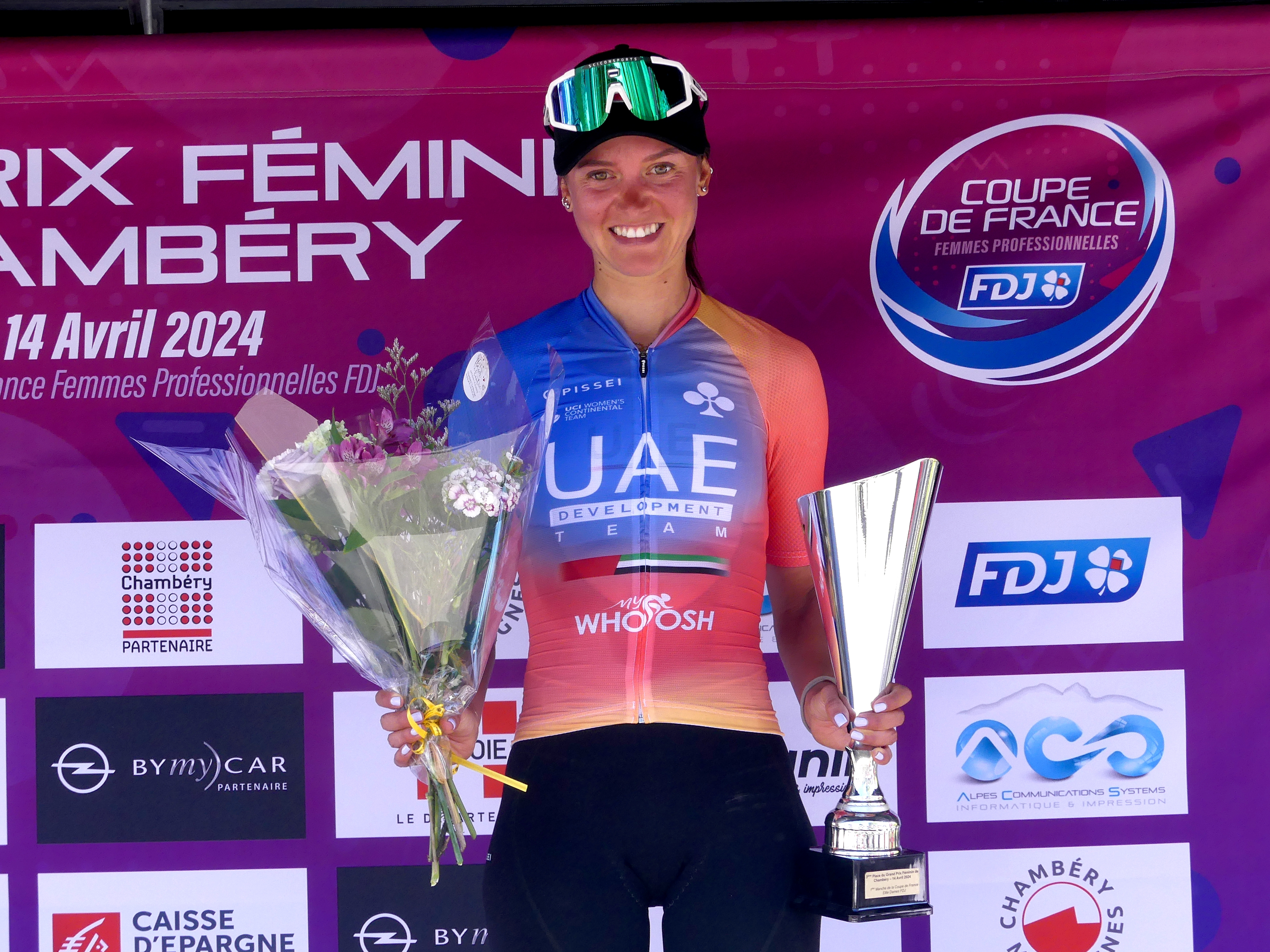
Erica Magnaldi au Grand Prix de Chambéry

Eleonora Gasparrini remporte La Classique Morbihan, avant que Silvia Persico ne s'impose au Grand Prix du Morbihan.
Au Tour d'Espagne, Karlijn Swinkels est troisième de la deuxième étape au sprint.

### Juin
Chiara Consonni gagne le Flanders Diamond Tour. 
Anastasia Carbonari devient championne de Lettonie sur route, Dominika Włodarczyk en fait de même en Pologne.

### Juillet
Au Tour d'Italie, sur la deuxième étape, Lotte Kopecky lance le sprint, mais Chiara Consonni la remonte pour aller s'imposer. Sur la quatrième étape, dans la côte vers Saint-Marin, à quarante-sept kilomètres de la fin, Emond et Magalhães accélèrent et distancent les autres coureuses échappées. Dans la descente, la première s'isole. Derrière, un groupe de quinze poursuivantes se forme avec Magnaldi. Depuis celui-ci, Élise Chabbey passe à l'offensive avec Erica Magnaldi. Elles sont reprises à six kilomètres de la ligne. Sur la cinquième étape, Kopecky devance Consonni au sprint. Sur la sixième étape, un quatuor se retrouve alors à l'avant : Liane Lippert, Ruth Edwards, Erica Magnaldi et Ane Santesteban. Elles ont deux minutes quarante d'avance au pied de la dernière difficulté du jour. Dans celle-ci, Santesteban est distancée. Le trio restant se dispute la victoire au sprint et Magnaldi est troisième.

### Août
Au Tour de France, sur la sixième étape, Karlijn Swinkels est troisième du sprint du peloton, soit quatrième de l'étape. 
Au Grand Prix de Plouay, Karlijn Swinkels est deuxième du sprint du peloton, soit cinquième, et Eleonora Gasparrini sixième de la course.

### Septembre
Eleonora Gasparrini gagne le Grand Prix Stuttgart & Region au sprint. Karlijn Swinkels s'impose au Grand Prix de Wallonie.

### Octobre

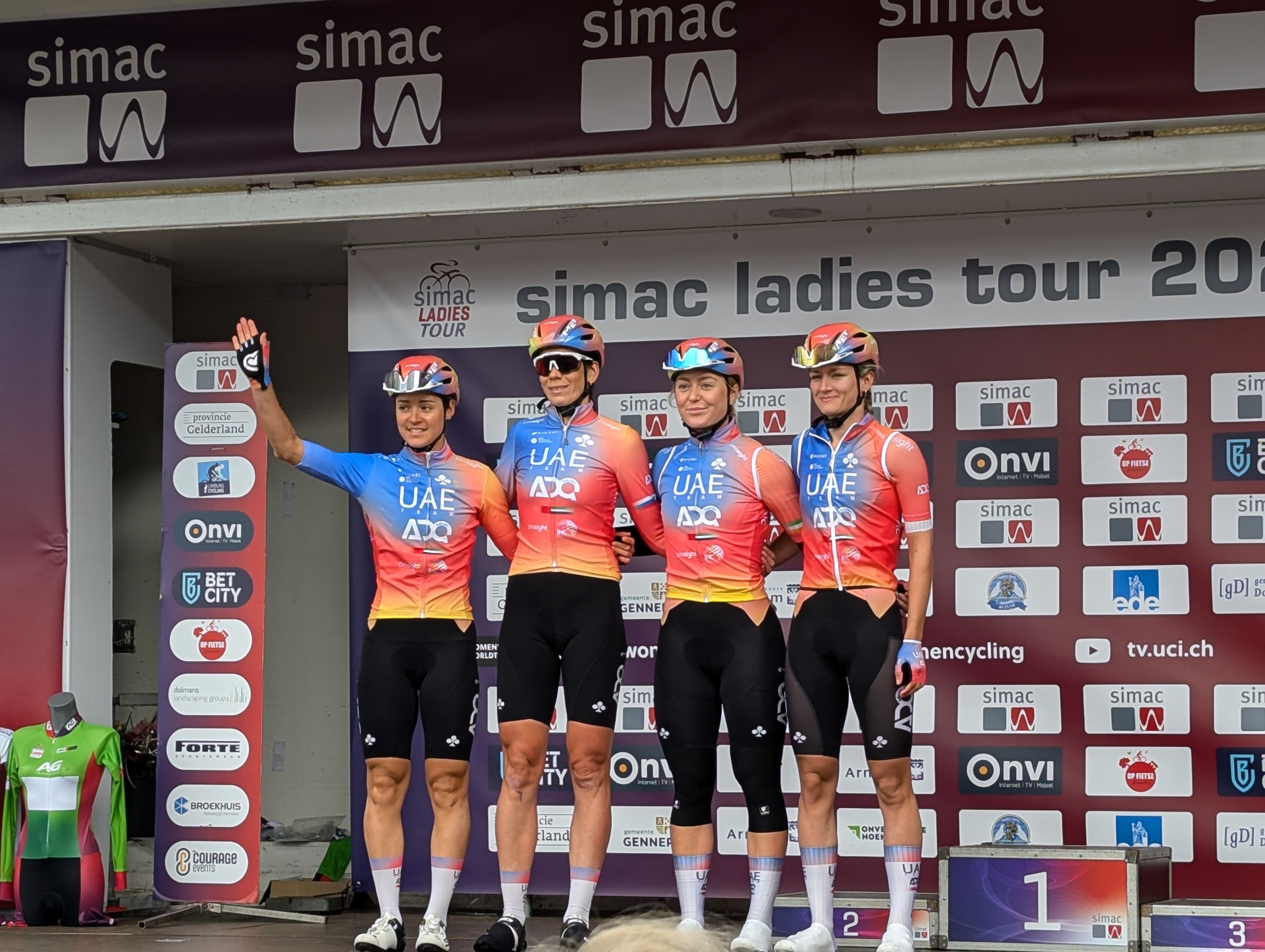
Équipe au Simac Ladies Tour

Au Simac Ladies Tour, Karlijn Swinkels grâce à sa régularité se classe sixième.

## Victoires

### Sur route
| Victoires | Victoires                                               | Victoires           | Victoires | Victoires           | Victoires |
| Date      | Course                                                  | Pays                | Classe    | Vainqueur           |           |
| --------- | ------------------------------------------------------- | ------------------- | --------- | ------------------- | --------- |
| 22 janv.  | Trofeo Binissalem-Andratx                               | Espagne             | 1.1       | Eleonora Gasparrini |           |
| 25 avr.   | GP Liberazione                                          | Italie              | 1.1       | Chiara Consonni     |           |
| 28 avr.   | Championnat des Émirats arabes unis sur route           | Émirats arabes unis | CN        | Safia Al Sayegh     |           |
| 3 mai     | La Classique Morbihan                                   | France              | 1.1       | Eleonora Gasparrini |           |
| 4 mai     | Grand Prix de Plumelec-Morbihan                         | France              | 1.1       | Silvia Persico      |           |
| 5 mai     | Championnat des Émirats arabes unis du contre-la-montre | Émirats arabes unis | CN        | Safia Al Sayegh     |           |
| 9 juin    | Flanders Diamond Tour                                   | Belgique            | 1.1       | Chiara Consonni     |           |
| 21 juin   | Championnat de Lettonie sur route                       | Lettonie            | CN        | Anastasia Carbonari |           |
| 23 juin   | Championnat de Pologne sur route                        | Pologne             | CN        | Dominika Włodarczyk |           |
| 8 juill.  | 2e étape du Tour d'Italie                               | Italie              | 2.WWT     | Chiara Consonni     |           |
| 15 sept.  | Grand Prix Stuttgart & Region                           | Allemagne           | 1.Pro     | Eleonora Gasparrini |           |
| 18 sept.  | Grand Prix de Wallonie                                  | Belgique            | 1.1       | Karlijn Swinkels    |           |
| 21 sept.  | Classement général, Tour de la Semois                   | Belgique            | 2.2       | Karlijn Swinkels    |           |

### Résultats sur les courses majeures

#### World Tour
| UCI Women's World Tour | UCI Women's World Tour | UCI Women's World Tour | UCI Women's World Tour                   | UCI Women's World Tour | UCI Women's World Tour | UCI Women's World Tour |
| Date                   | n°                     | Pays                   | Course                                   | Meilleure coureuse     | Classement             |                        |
| ---------------------- | ---------------------- | ---------------------- | ---------------------------------------- | ---------------------- | ---------------------- | ---------------------- |
| 12 – 14 janv.          | 1                      | Australie              | Women's Tour Down Under                  | Dominika Włodarczyk    | 5e                     |                        |
| 27 janv.               | 2                      | Australie              | Cadel Evans Great Ocean Road Race Women  | Dominika Włodarczyk    | 2e                     |                        |
| 8 – 11 fév.            | 3                      | Émirats arabes unis    | Tour des Émirats arabes unis             | Silvia Persico         | 8e                     |                        |
| 24 fév.                | 4                      | Belgique               | Circuit Het Nieuwsblad                   | Karlijn Swinkels       | 14e                    |                        |
| 2 mars                 | 5                      | Italie                 | Strade Bianche                           | Silvia Persico         | 14e                    |                        |
| 10 mars                | 6                      | Pays-Bas               | Tour de Drenthe                          | Karlijn Swinkels       | 13e                    |                        |
| 17 mars                | 7                      | Italie                 | Trofeo Alfredo Binda-Comune di Cittiglio | Karlijn Swinkels       | 6e                     |                        |
| 21 mars                | 8                      | Belgique               | Classic Bruges-La Panne                  | Chiara Consonni        | 4e                     |                        |
| 24 mars                | 9                      | Belgique               | Gand-Wevelgem                            | Chiara Consonni        | 3e                     |                        |
| 31 mars                | 10                     | Belgique               | Tour des Flandres                        | Silvia Persico         | 7e                     |                        |
| 6 avr.                 | 11                     | France                 | Paris-Roubaix                            | Chiara Consonni        | 30e                    |                        |
| 14 avr.                | 12                     | Pays-Bas               | Amstel Gold Race                         | Eleonora Gasparrini    | 6e                     |                        |
| 17 avr.                | 13                     | Belgique               | Flèche wallonne                          | Alena Ivanchenko       | 19e                    |                        |
| 21 avr.                | 14                     | Belgique               | Liège-Bastogne-Liège                     | Silvia Persico         | 13e                    |                        |
| 28 avr. – 5 mai        | 15                     | Espagne                | Tour d'Espagne                           | Erica Magnaldi         | 15e                    |                        |
| 10 – 12 mai            | 16                     | Espagne                | Tour du Pays basque                      | -                      | -                      |                        |
| 16 – 19 mai            | 17                     | Espagne                | Tour de Burgos                           | Karlijn Swinkels       | 3e                     |                        |
| 24 – 26 mai            | 18                     | Royaume-Uni            | RideLondon-Classique                     | Eleonora Gasparrini    | 8e                     |                        |
| 6 – 9 juin             | 19                     | Royaume-Uni            | Tour de Grande-Bretagne                  | -                      | -                      |                        |
| 15 – 18 juin           | 20                     | Suisse                 | Tour de Suisse                           | Erica Magnaldi         | 20e                    |                        |
| 7 – 14 juill.          | 21                     | Italie                 | Tour d'Italie                            | Erica Magnaldi         | 14e                    |                        |
| 12 – 18 août           | 22                     | France                 | Tour de France Femmes                    | Erica Magnaldi         | 12e                    |                        |
| 24 août                | 23                     | France                 | Grand Prix de Plouay                     | Karlijn Swinkels       | 5e                     |                        |
| 6 – 8 sept.            | 24                     | Suisse                 | Tour de Romandie                         | Erica Magnaldi         | 16e                    |                        |
| 8 – 13 oct.            | 25                     | Pays-Bas               | Simac Ladies Tour                        | Karlijn Swinkels       | 6e                     |                        |
| 15 – 17 oct.           | 26                     | Chine                  | Tour de l'île de Chongming               | -                      | -                      |                        |
| 20 oct.                | 27                     | Chine                  | Tour du Guangxi                          | -                      | -                      |                        |

#### Grands tours
| Grand tour            | Tour d'Espagne       | Tour d'Italie        | Tour de France       |
| --------------------- | -------------------- | -------------------- | -------------------- |
| Coureuse (classement) | Erica Magnaldi (15e) | Erica Magnaldi (14e) | Erica Magnaldi (12e) |
| Accessits             | -                    | 1 étape              | -                    |

## Classement mondial
| Classement UCI | Classement UCI      | Classement UCI   | Classement UCI |
| Coureuse       | Coureuse            | Pays             | Points         |
| -------------- | ------------------- | ---------------- | -------------- |
| 13e            | Karlijn Swinkels    | Pays-Bas         | 1648 pts       |
| 14e            | Chiara Consonni     | Italie           | 1640 pts       |
| 25e            | Eleonora Gasparrini | Italie           | 1319 pts       |
| 42e            | Dominika Włodarczyk | Pologne          | 980 pts        |
| 43e            | Silvia Persico      | Italie           | 944 pts        |
| 94e            | Erica Magnaldi      | Italie           | 463 pts        |
| 106e           | Lara Gillespie      | Irlande          | 404 pts        |
| 148e           | Tereza Neumanová    | Tchéquie         | 277 pts        |
| 186e           | Eugenia Bujak       | Slovénie         | 217 pts        |
| 225e           | Karolina Kumięga    | Pologne          | 180 pts        |
| 249e           | Sofia Bertizzolo    | Italie           | 156 pts        |
| 338e           | Anastasia Carbonari | Lettonie         | 108 pts        |
| 372e           | Mikayla Harvey      | Nouvelle-Zélande | 96 pts         |
| 469e           | Alena Amialiusik    | Biélorussie      | 73 pts         |
| 512e           | Alena Ivanchenko    | Russie           | 63 pts         |

UAE Team ADQ est cinquième du classement par équipes.